# Whiteface (Texas)
Whiteface è un centro abitato degli Stati Uniti d'America, situato nella contea di Cochran dello Stato del Texas.

## Geografia fisica
Whiteface si trova sulle alte pianure del Llano Estacado a 33°36′00″N 102°36′50″W (33.6000974, -102.6138084), sulla strada statale 114 e a ovest di Lubbock.
Secondo lo United States Census Bureau, ha un'area totale di 0,6 miglia quadrate (1,6 km²).

## Società

### Evoluzione demografica
Secondo il censimento del 2000, c'erano 465 persone, 163 nuclei familiari, e 125 famiglie residenti nella città. La densità di popolazione era di 799,8 persone per miglio quadrato (309,5/km²). C'erano 207 unità abitative a una densità media di 356,0 per miglio quadrato (137,8/km²). La composizione etnica della città era formata dal 67,53% di bianchi, il 2,80% di afroamericani, il 2,58% di nativi americani, il 26,45% di altre razze, e lo 0,65% di due o più etnie. Ispanici o latinos di qualunque razza erano il 45,16% della popolazione.
C'erano 163 nuclei familiari di cui il 47,2% avevano figli di età inferiore ai 18 anni, il 59,5% erano coppie sposate conviventi, il 10,4% aveva un capofamiglia femmina senza marito, e il 23,3% erano non-famiglie. Il 22,1% di tutti i nuclei familiari erano individuali e il 10,4% aveva componenti con un'età di 65 anni o più che vivevano da soli. Il numero di componenti medio di un nucleo familiare era di 2,85 e quello di una famiglia era di 3,37.
La popolazione era composta dal 35,1% di persone sotto i 18 anni, il 6,7% di persone dai 18 ai 24 anni, il 31,8% di persone dai 25 ai 44 anni, il 16,3% di persone dai 45 ai 64 anni, e il 10,1% di persone di 65 anni o più. L'età media era di 33 anni. Per ogni 100 femmine c'erano 91,4 maschi. Per ogni 100 femmine dai 18 anni in giù, c'erano 92,4 maschi.
Il reddito medio di un nucleo familiare era di 30.833 dollari, e quello di una famiglia era di 37.500 dollari. I maschi avevano un reddito medio pro capite di 27.321 dollari contro i 17.500 dollari delle femmine. Il reddito medio pro capite era di 15.060 dollari. Circa il 10,8% delle famiglie e il 14,4% della popolazione erano sotto la soglia di povertà, incluso il 20,4% di persone sotto i 18 anni e il 13,7% di persone di 65 anni o più.